# Lona Gulowsen
Lona Gulowsen (Christiania, 30 januari 1848- waarschijnlijk Kopenhagen, 19 mei 1934) was een Noors operazangeres.

## Achtergrond
Abelona Birgitte Gulowsen werd geboren in het gezin van koopman Anders Gulowsen en Nanna Emilie Dithlovine Cecilie Gabrielsen. Haar broer was overste Jacob Arnt Nicolai Gulowsen. Gulowsen huwde op 27 augustus 1882 de Deense afgezant/diplomaat in Berlijn Baron Emil Gyldenkrone (ook wel Emil Güldencrone) (1838-1902). Ze kregen één zoon Viggo Fredrik Carl Emil Gyldenkrone (geboren 1883).

## Muziek
Henrik Meyer was haar eerste zangleraar (1868-1971) in geboorteplaats Christianina. Haar eerste echte muzikale opleiding kreeg ze in Parijs van Pauline Viardot-Garcia. Ze debuteerde in 1867 in het Christiania Theater. Van 1871 tot 1877 maakte ze deel uit van het operagezelschap van dat theater. Ze zong de rol van Venus in de Noorse première van Tannhäuser van Richard Wagner (1875). In 1876 had ze haar debuut in Stockholm in de rol van Mathilde in Guillaume Tell van Gioacchino Rossini. Van 1879 tot 1882 maakte ze deel uit van de hofopera van Schwerin. Nadat ze trouwde, trok ze zich terug van de podia, maar bleef waarschijnlijk tot 1918 les geven. Ze had in 1893 namelijk zelf een zanginstituut opgericht. Gedurende haar muzikale leven heeft ze opgetreden in Zweden, Duitsland, Polen en op verzoek van de toenmalige tsaar ook in Rusland. In de winter van 1878-1879 had ze concertreis met Henryk Wieniawski langs steden aan de Oostzee.
Enkele concerten:
- 19 mei 1875: In de Vrijmetselaarsloge in Oslo, een concert met Agathe Backer-Grøndahl; ze zong een aria uit La gazza ladra van Rossini
- 23 april 1877: Christiania Theater, samen met Thorvald Lammers in Regimentets Datter van Gaetano Donizetti.